# Peter Hanenberger
Peter Hanenberger (* 1942 in Wiesbaden) ist ein deutscher Manager.

## Werdegang
Hanenberger begann  im Alter von 16 Jahren als Lehrling im Entwicklungszentrum von Opel in Rüsselsheim. Die nächsten 45 Jahre verbrachte er in verschiedenen Positionen bei dem US-amerikanischen Automobilkonzern General Motors (GM) und seinen Tochtergesellschaften Opel und Holden in Australien. 1992 wurde er GM vice president und Executive Vice-President der später wieder aufgelösten General Motors International Operations (GMIO). Später wurde er Technik- und Entwicklungsvorstand bei Opel. 
Er wurde für eine radikale Sparpolitik kritisiert, die zu Qualitätsproblemen geführt habe und damit den Niedergang von Opel bewirkt habe. Hanenberger geriet auch zwischen die Fronten in dem GM-internen Konflikt und Machtkampf zwischen Opel-Rüsselsheim und der GM-Europa-Zentrale in Zürich. 1998 sollte Hanenberger auf Wunsch der Detroiter GM-Zentrale zum Vorstandsvorsitzenden der Adam Opel AG gewählt werden, fiel aber im Aufsichtsrat durch. Stattdessen wurde Robert Hendry, damals Chef der schwedischen GM-Tochter Saab zum Vorstandsvorsitzenden. Ein halbes Jahr darauf verweigerte der Aufsichtsrat die Verlängerung von Hanenbergers Zwei-Jahres-Vertrag zum 1. Juni 1999 als Technikvorstand. Hanenberger wurde gewissermaßen nach Australien abgeschoben, wo er aber reüssierte.
Vor seinem Rückzug in den Altersruhestand in seiner Geburtsstadt Wiesbaden am 31. Dezember 2003 war er Generaldirektor von Holden. Als Abschiedsgeschenk bekam Hanenberger von Holden-Angestellten ein für ihn speziell gefertigtes Sportcoupé Holden Monaro mit Linkssteuerung und Sonderausstattung. In dieser Funktion trug Hanenberger auch Verantwortung innerhalb von GMs regionaler Einheit Asia-Pacific, dabei insbesondere für die GM-Fabrik in Rayong (Thailand), an der Holden 23 Prozent des Kapitals hielt, und beim Einstieg bei Daewoo Motors durch General Motors als GM Daewoo Auto & Technology (GM DAT) im Jahre 2002. Hanenberger übernahm die Funktion als director bei GM DAT und fungierte als Berater für die Entwicklung des koreanischen Autoherstellers. Zuvor war er bereits von 1976 bis 1982 als stellvertretender Leiter des technischen Entwicklungszentrums von Holden tätig gewesen, wo er sich vor allem bei der Entwicklung der Radial Tuned Suspension einen Namen machte, und sich den Spitznamen „Handlingberger“ erwarb.
Neben seinen Funktionen innerhalb von GM übernahm Hanenberger auch verantwortliche Positionen bei der Association of Southeast Asian Nations (ASEAN) und war Präsident der Federal Chamber of Automotive Industries, der Kammer der australischen Automobilindustrie.

## Privates
Hanenberger ist verheiratet und hat zwei Söhne.